# Матюхін Валерій Олександрович
Вале́рій Олекса́ндрович Матю́хін (12 березня 1949, м.Харків — 24 травня 2023) — український диригент, піаніст, лауреат Національної премії України імені Т. Г. Шевченка (2006), народний артист України (2004), заслужений діяч мистецтв України (1987), лауреат Республіканської премії імені М. Островського (1986), директор і художній керівник Національного ансамблю солістів «Київська камерата».

## Біографія
У 1973 р. закінчив Київську консерваторію (клас О. Г. Холодної). З 1975—1980 р. працював у Київському камерному оркестрі на посаді піаніста-клавесиніста. З 1980—1991 — соліст Київської філармонії. В 1977 р. при Спілці композиторів України створив Ансамбль камерної музики, що з 1989 р. став іменуватися Ансамблем солістів «Київська камерата». У 2000 р. колективу було присвоєно статус «Національного».
У 2017 році — член оргкомітету та почесний голова журі Всеукраїнської відкритої музичної олімпіади «Голос Країни».
З 2018 року — член журі Всеукраїнського відкритого конкурсу піаністів імені С. С. Прокоф'єва.
Під його орудою відбулася велика кількість прем'єрних виконань творів українських композиторів-сучасників: З. Алмаші, Я. Верещагіна, Г. Гаврилець, Ю. Гомельської, В. Губаренка, В. Загорцева, С. Зажитька, В. Зубицького, Ю. Іщенка, І.Карабиця, О. Ківи, І. Кириліної, Д. Д. Киценка https://esu.com.ua/article-6670, О. Левковича, С. Пілютикова, В. Польової, В.Сильвестрова, М. Скорика, Є. Станковича, К. Цепколенко, І. Щербакова та ін.
24 травня 2023 року помер.